# Kniestedt (Adelsgeschlecht)

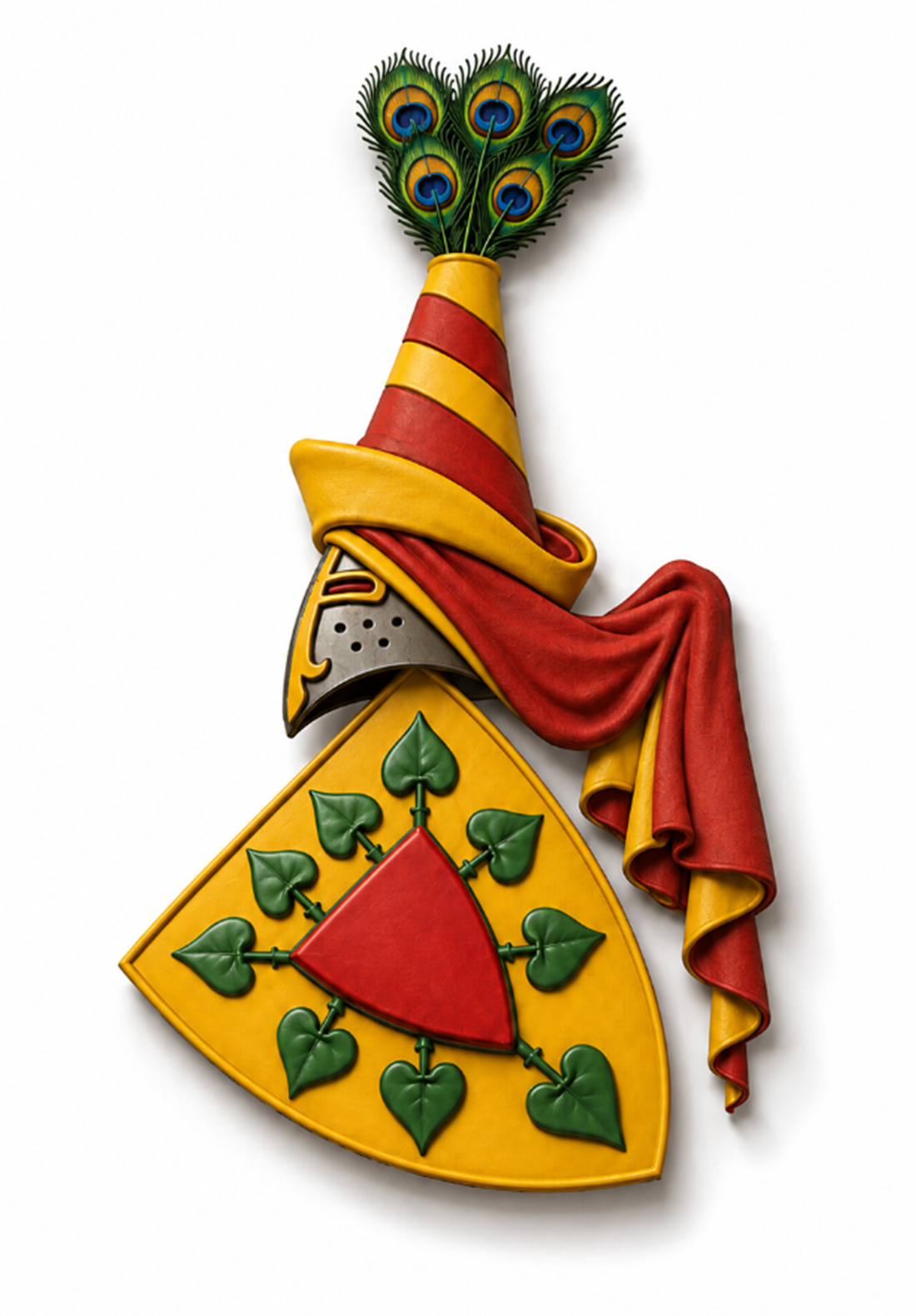
Stammwappen derer von Kniestedt

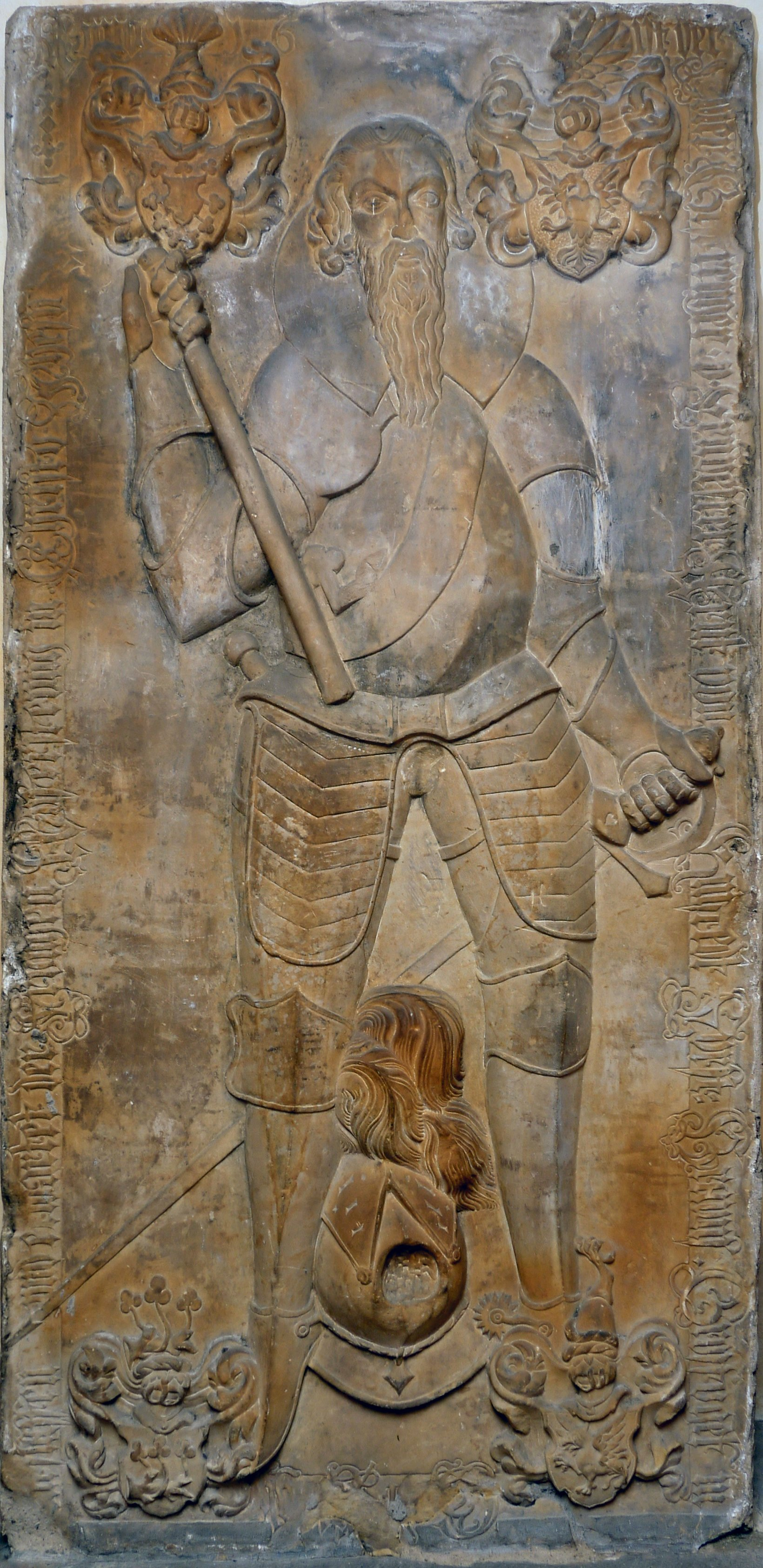
Grabplatte des herzoglich braunschweigischen Großvogts Arndt von Kniestedt († 1611) in der Kniestedter Kirche

Kniestedt ist der Name eines alten Adelsgeschlechts, das aus einem hildesheimischen Ministerialengeschlecht hervorgegangen ist. Die Familie hatte ihren Stammsitz im einstigen Dorf Kniestedt, das 1938 nach Salzgitter-Bad eingemeindet wurde. Die Familie war im Umland des heutigen Salzgitters begütert und seit Ende des 17. Jahrhunderts auch in Württemberg. Das Geschlecht erlosch Mitte des 19. Jahrhunderts.

## Geschichte des Stammhauses
Nach unbestätigten Familienunterlagen sollen die Vorfahren der Herren von Kniestedt bereits 818 unter Ludwig dem Frommen aus Böhmen nach Kniestedt gekommen sein. Die Mitglieder der Familie standen in den Diensten der braunschweigischen Herzöge, unter denen sie wichtige Staatsämter innehatten, und des Hochstiftes Hildesheim, wo sie unter den Kapitularen und Domherren des Bistums aufgeführt werden.
Die erste Erwähnung eines Mitgliedes der Familie Kniestedt findet man in einer Überlassungsurkunde von 1221 über eine Hausstelle in Sehlde an das Kloster Ringelheim, in der ein Conradus de Knystede erwähnt wird. Aus dem 13. Jahrhundert werden insgesamt sechs Angehörige der Kniestedter Familie erwähnt. Dies sind neben Konrad (Conradus) seine Söhne Heinrich (1258) und Eberhard sowie ein Ritter Achilles von Kniestedt (Nennungen von 1235, 1244 und 1265). Zur dritten Generation gehören die Brüder Konrad (Nennungen von 1275, 1285, 1286 und 1290) und Arnold (1286, 1290 und 1295). Die Blütezeit der Familie lag im 14. Jahrhundert, allein aus der ersten Hälfte sind 13 Familienmitglieder urkundlich belegt.
Die meisten Nennungen von Mitgliedern des Adelsgeschlechtes von Kniestedt finden sich in Urkunden zu Rechtsgeschäften, in denen diese als Betroffene oder als Zeugen auftraten – überwiegend in Fällen von Besitzübertragungen. Hierbei waren sie hauptsächlich im Bereich zwischen den heutigen Städten Braunschweig, Hildesheim und Goslar tätig.

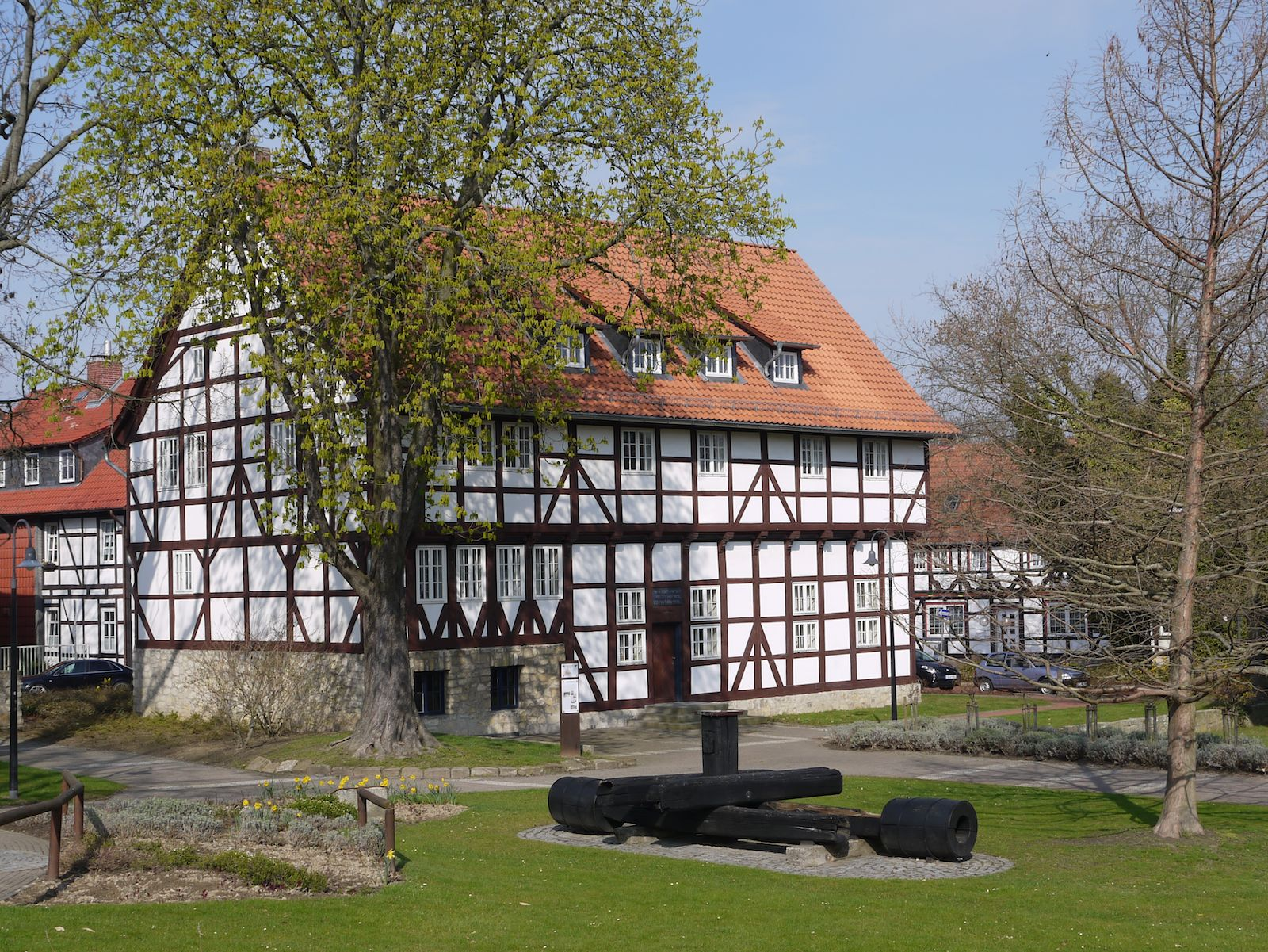
Kniestedter Gutshaus in Salzgitter-Bad

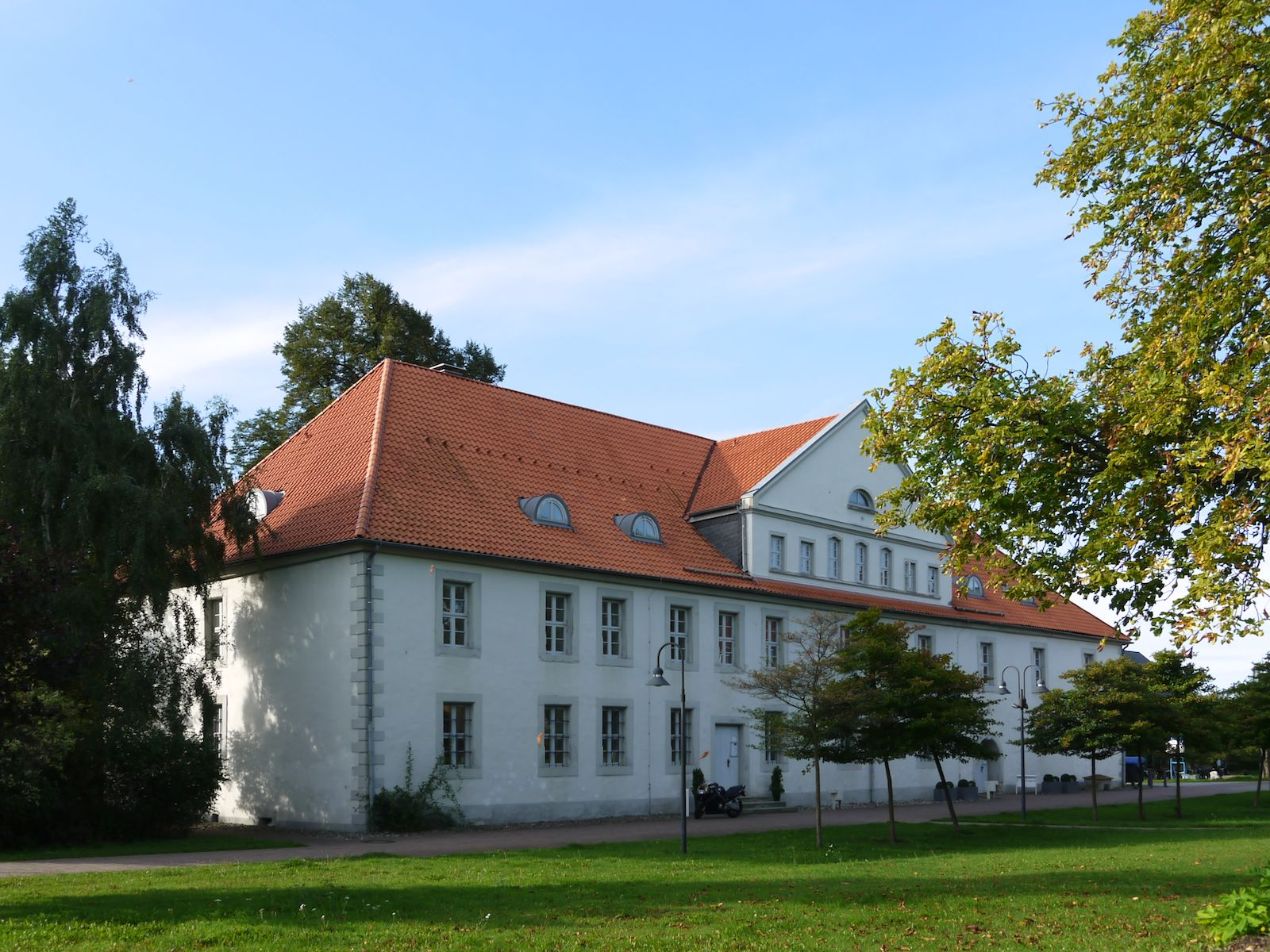
Kniestedter Herrenhaus in Salzgitter-Bad

Nach den Familienaufzeichnungen des Gottschalk von Kniestedt, die dieser 1792 niederschrieb, hatten die Herren von Kniestedt am Stammsitz keinen geschlossenen Gutsbesitz, sondern besaßen nur Lehen in Form von Stückländereien. Auch hielten sie große Anteile an den Salzpfannen des nahen „solt to gyttere“ (heute Salzgitter-Bad) und dem nahen Vöppstedt, dessen Einwohner in der Mitte des 14. Jahrhunderts in die neugegründete und befestigte Salzstadt umsiedelten. Weiter besaßen sie als zusammenhängendes Lehen die Ortschaften Groß- und Klein-Holzhausen (zwischen Kniestedt und Engerode gelegen, später wüst gefallen). Bei den Lehen handelte es sich überwiegend um „Lehen zur rechten Hand“ (auch Schwert- oder Mannlehen genannt). Diese Lehen konnten nur „im Mannesstamm“ vererbt werden – starben Lehnsherrn oder Lehnsnehmer, musste das Lehen binnen eines Jahres neu verliehen werden.
Größter Lehensgeber war der Bischof von Hildesheim, weitere Grundherren in Kniestedt waren das Stift Gandersheim, die Grafen von Wohldenberg, die Herren von Schwicheldt und die Herren von Wallmoden. Weitere Besitztümer und Lehen lag im Bereich nördlich des Harzes zwischen Goslar, Bockenem, Osterwieck und Watenstedt.
Ende des 15. Jahrhunderts teilten die Söhne des 1491 verstorbenen Heinrich von Kniestedt, der zu seinen Lebzeiten braunschweigischer Kämmerer und Großvogt war, die Güter unter sich auf. Hans behielt das Stammhaus der Familie, den im Norden des Dorfes Kniestedt liegenden Oberhof, sein Bruder Arndt erbaute am südlichen Ortsausgang einen neuen Hof, den Unterhof.
Mit der Trennung der Wohnsitze und der Aufteilung der Güter verbunden war auch eine folgende Spaltung der Familie in zwei Linien. Hans von Kniestedt wurde Ahnherr der späteren württembergischen Linie, Arndt der Stifter der braunschweigischen oder Burgdorfer Linie. Arndt von Kniestedt erhielt 1596 vom Braunschweiger Herzog die Güter der ausgestorbenen Linie derer von Assel in Burgdorf zum Lehen und gründete damit die Burgdorfer Linie. Levin von Kniestedt verlegte 1672 seinen Sitz nach Württemberg, wo er als Oberstallmeister und Obervogt in die Dienste des dortigen Landesherren trat und so der eigentliche Gründer der Württemberger Linie wurde.
Der erste Unterhof in Kniestedt erwies sich schon bald als zu klein und so wurde ab 1530 neben der Kirche des Dorfes ein neuer Unterhof erbaut. Von diesem ist heute noch das erste, 1533 erbaute Gutshaus erhalten, es wurde 1975–1976 in den Rosengarten von Salzgitter-Bad umgesetzt. Ebenfalls erhalten und noch am alten Platz hinter der Kirche stehend ist das 1698 als Ersatz für das zu klein gewordene Gutshaus erbaute steinerne Herrenhaus der Familie.
Im Jahr 1709 war die Württemberger Linie bis auf zwei Brüder, den Oberstallmeister Levin von Kniestedt und den Obristleutnant Friedrich Hermann von Kniestedt, ausgestorben. Die beiden Brüder teilten sich das Erbe, so dass Levin den Oberhof behielt und Friedrich Hermann sich in unmittelbarer Nähe den Mittelhof erbaute. Der Oberhof wiederum wurde 1721 von Levins Nachkommen an Julius von Kniestedt, den Besitzer des Unterhofes, verkauft, der Mittelhof verblieb weiterhin im Besitz der württembergischen Linie. Erst nach dem Tod des General Christian Wilhelm von Kniestedt im Jahre 1809 fiel auch der Mittelhof wieder an den Unterhof, so dass sich das gesamte Gut Kniestedt seitdem wieder in einer Hand befand.
Am 30. November 1853 starb mit Luise Charlotte von Kniestedt, geb. Bülow aus dem Hause Rhode, die letzte Frau von Kniestedt des Zweiges Unterhof, sie war die Witwe des Friedrich Julius von Kniestedt (1765–1825). Nach ihrem Tode fiel das Gut in Rechtsnachfolge des Bistums zu Hildesheim an den Landesherren, den König von Hannover zurück. Dieser übertrug das Gut dem Grafen Georg Herbert zu Münster (1820 bis 1902), dem neben anderen Besitzungen auch Schloss Derneburg gehörte. Die Kniestedter Besitzungen wurden am 22. Dezember 1939 von der Großdeutschen Umsiedlungsgesellschaft für die Reichswerke Hermann Göring für Siedlungszwecke erworben.

## Burgdorfer Zweig der Familie

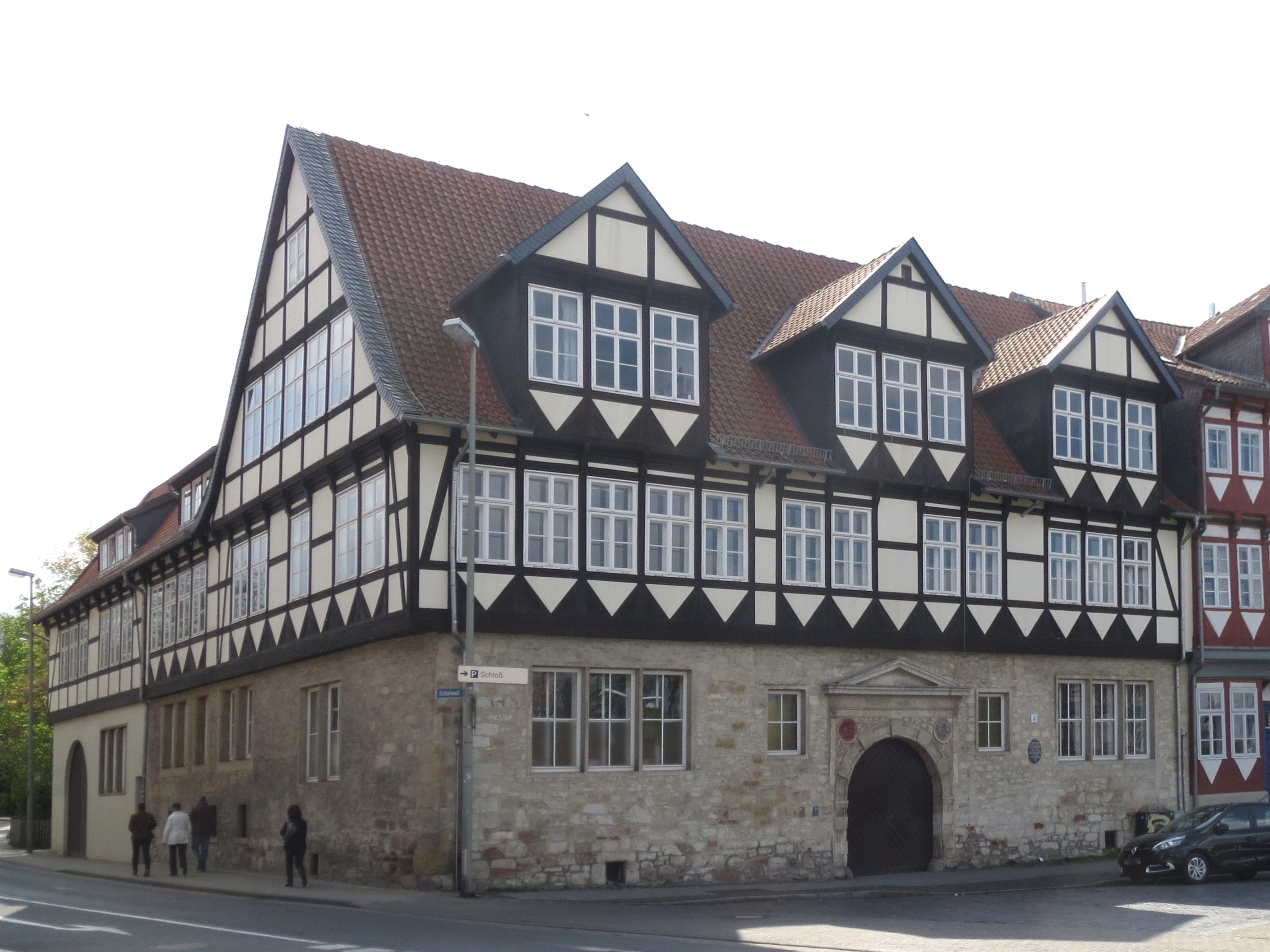
Kniestedter Stadthaus in Wolfenbüttel

Als 1596 das in Burgdorf begüterte Geschlecht derer von Assel ausstarb, wurde Arndt von Kniestedt, der Besitzer des Unterhofes, mit den Gütern der Familie von Assel belehnt. Dazu gehörten zu dieser Zeit 240 Morgen vor Burgdorf und 1 Hof und 4 Hufen in Hohenassel (heute Ortsteil der Gemeinde Burgdorf bei Salzgitter). 1605 erbaute Arndt sein heute noch erhaltenes Stadthaus von Wolfenbüttel (heute Schloßplatz 19), dessen Portal seinen Namen trägt. Vermählt war er mit Eva von der Dannen, die bereits 1604 in Wolfenbüttel verstorben war.
Nach dem Tode ihres Vaters Heinrich Julius (Sohn des Arndt von Kniestedt) im Jahre 1644 und ihrer Mutter Anna Magdalena im Jahre 1650 teilten 1653 deren Söhne Friedrich Julius und Burkhard von Kniestedt die Lehen Burgdorf und Kniestedt durch Los untereinander auf: Burkhard übernahm den Kniestedter Unterhof und Friedrich Julius das Lehen Burgdorf.
Der Urenkel des Friedrich Julius, Georg Heinrich Gottschalk von Kniestedt, erbaute in den Jahren 1779 bis 1783 auf dem Gelände der einstigen Asselburg bei Burgdorf ein neues Herrenhaus. Dieses häufig auch als „Schloss Burgdorf“ bezeichnete Haus befindet sich heute in Privatbesitz.
Als es im Burgdorfer Zweig keine männlichen Nachkommen mehr gab, kündigten die Söhne des 1808 verstorbenen Georg Heinrich Gottschalk von Kniestedt, Heinrich Julius und Thedel Heinrich, 1834 das Lehnsverhältnis auf und gaben somit das Rittergut Burgdorf an das Herzoglich-Braunschweigische Haus zurück. Das Gut wurde zunächst verpachtet und am 6. Dezember 1845 an einen entfernten Vettern der Burgdorfer Kniestedts, Carl August Adolf von Cramm verkauft, dessen Familie das Gut bis 1910 in ihrem Besitz hielt. Mit Heinrich Julius vom Kniestedt starb am 18. Juni 1837 die Kniestedt-Burgdorfer Linie im Mannesstamm aus.

## Württemberger Zweig der Familie

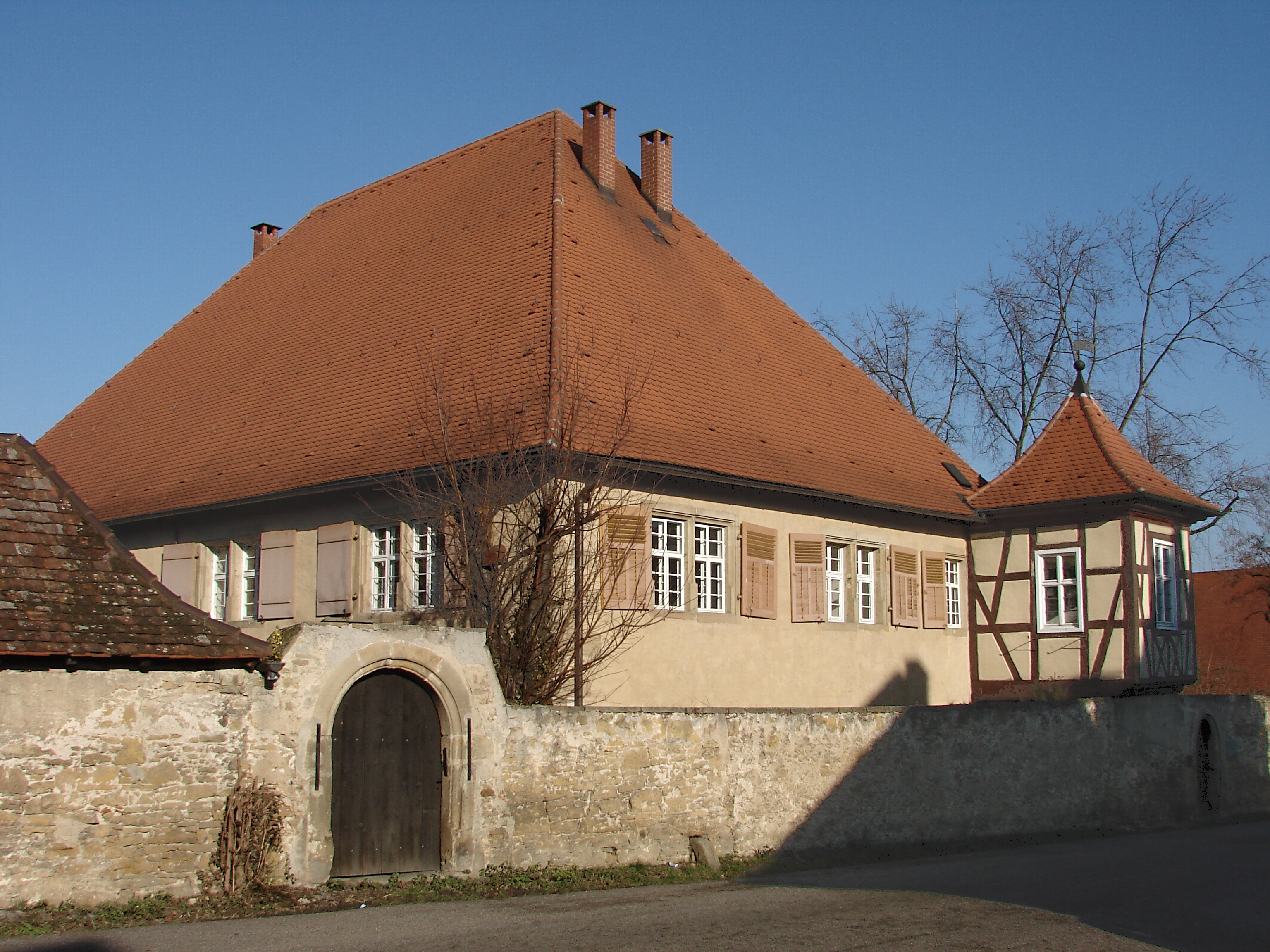
Schloss in Heutingsheim

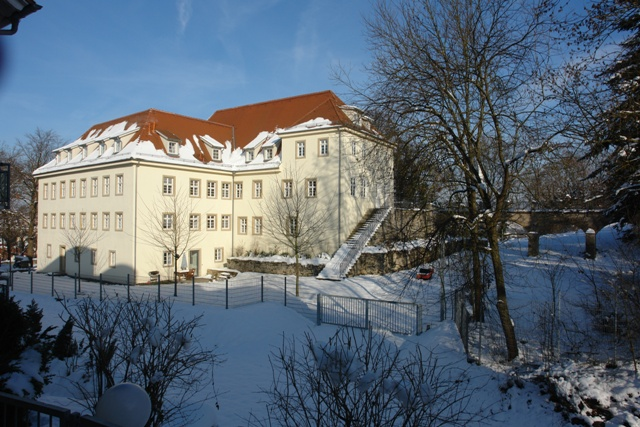
Schloss Harteneck

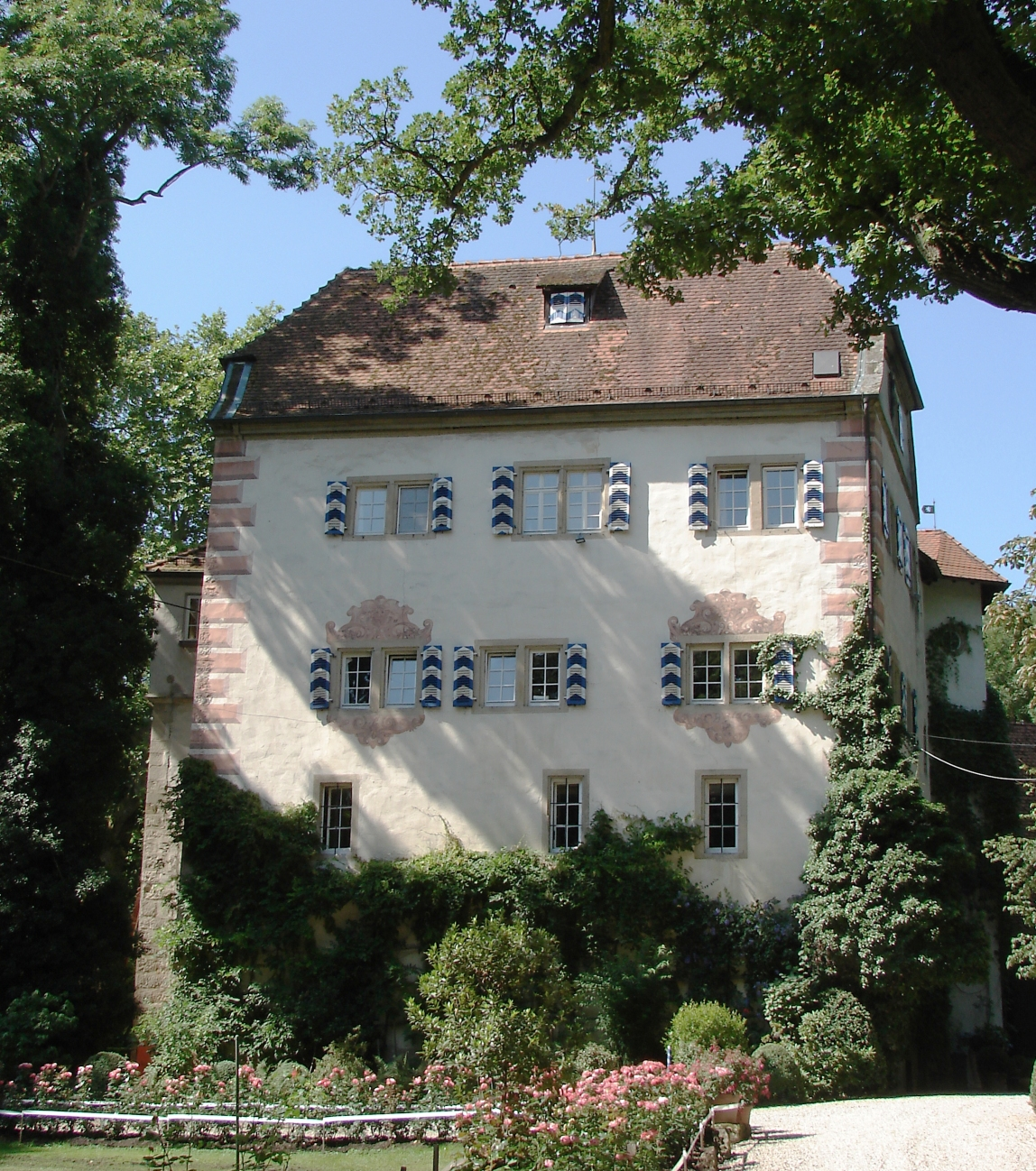
Burg Schaubeck

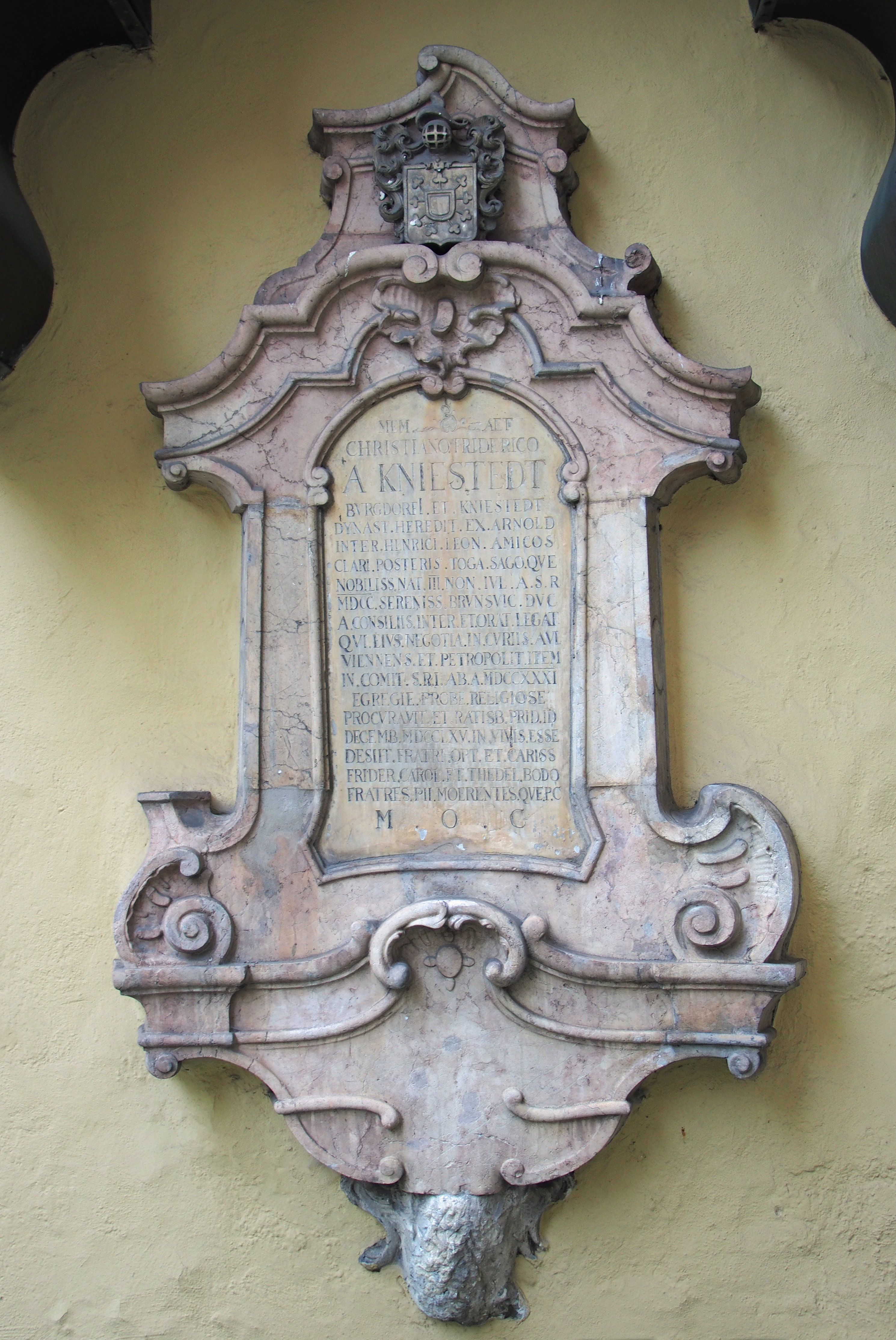
Epitaph Christian Friedrich Freiherr von Kniestedt, auf dem Gesandtenfriedhof an der Dreieinigkeitskirche (Regensburg)

Im Jahre 1672 trat Levin von Kniestedt (1638–1719) als herzoglicher Stallmeister und Kammerjunker in die Dienste des Herzogs von Württemberg. Damit wurde er zum Begründer der „Württembergischen Linie“. 1695 erwarb er den Rittersitz Heutingsheim (heute Stadtteil von Freiberg am Neckar) mit Patronatsrecht an der Pfarrkirche St. Simon und Judas und baute dort 1696 das Schloss Heutingsheim. 1705 erwarb er das Schloss Harteneck. Im Jahr darauf erwarb er Burg und Dorf Rübgarten (heute ein Ortsteil von Pliezhausen) und errichtete dort zwischen 1707 und 1710 das Schloss Rübgarten. Nach seinem Besitz nannte er sich Levin Freiherr von Kniestedt zu Heutelsheim und Rübgarten.
Wegen seiner 50-jährigen Verdienste wurden Levin von Kniestedt und seine Familie 1706 in die unmittelbare freie Reichsritterschaft in Schwaben aufgenommen. Dadurch unterstand er von nun an nicht mehr dem Herzog von Württemberg, sondern direkt dem Kaiser. Seine Nachfolger Christian Wilhelm, Eberhard und Ludwig Friedrich Alexander von Kniestedt erwarben 1765 das Dorf Kleinbottwar und die Burg Schaubeck. Insgesamt besaß die Familie von Kniestedt in Württemberg und Baden Güter in Groß Aspach, Oberifflingen, Harteneck, Geisingen, Heutingsheim, Poppenweiler, Hegelhof, Burg Schaubeck, Kleinbottwar und Rübgarten.
Von 1794 an war Karl Ludwig Christoph von Kniestedt alleiniger Besitzer der Güter in Württemberg. Er nannte sich 1792 „Herr auf Kniestedt, Schaubeck, Heutingsheim, Klein Bottwar und Rübgarten“. Nach seinem Tod am 16. März 1815 fiel das Lehen Rübgarten an den Landesherren zurück. Die anderen Güter erbte sein Vetter Franz Karl Eberhard Freiherr von Schacht, dem 1784 die Übernahme des Namens Kniestedt gestattet worden war.
Nach dem Tode von Karl von Kniestedt 1853 erbten die Brüder seiner Mutter, die Freiherrn von Brusselle, die württembergischen Güter Heutingsheim, Schaubeck und Kleinbottwar und nahmen daraufhin den Namen Brusselle-Schaubeck an. Das Gesamtgeschlecht Kniestedt erlosch 1947 mit dem Tod des Friedrich Georg Karl Wilhelm, dessen Sohn Werner Heinrich Eugen Wilhelm war bereits 1941 gefallen.

## Namensträger
- Konrad von Kniestedt (erwähnt 1326), Domherr in Goslar
- Sophie von Kniestedt (erwähnt 1344), Priorin des Klosters Heiningen
- Arndt von Kniestedt (gest. 11. Oktober 1611), Kämmerling des Herzogs Heinrich Julius von Braunschweig, Oberstallmeister, Geheimer Rat, Großvogt zu Wolfenbüttel, Begründer des Burgdorfer Zweiges der Braunschweiger Linie, baute das Stadthaus in Wolfenbüttel (Schloßplatz 19). Die Steinplatte seines Grabes wird in der Kniestedter Kirche aufbewahrt.
- Rosina von Kniestedt (erwähnt 1625), Äbtissin Kloster Derneburg
- Heinrich Julius von Kniestedt (1586–1644), Hofmarschall, Vicehofrichter und Großvogt
- Levin von Kniestedt (Württ.) (1638–1719), Oberstallmeister und Obervogt in Württemberg, verpflanzte seinen Stamm nach Württemberg, erwarb die reichsunmittelbare Ritterschaft
- Christian Friedrich von Kniestedt (Burgdorfer Linie) (1700–1765), Legationsrat, Comitalgesandter in Regensburg, Petersburg und Frankfurt. Begraben in Regensburg auf dem Gesandtenfriedhof bei der Dreieinigkeitskirche. Kurzfassung des Begräbnisverzeichnisses[8] Erhalten ist sein Wandepitaph mit lesbarer Inschrift, in der seine Brüder Friedrich Karl und Thedel Bodo zum Ausdruck bringen, dass sie dieses Epitaph pflichtbewusst und trauernd für den geliebten Bruder errichten ließen, der seine Geschäfte an den Höfen in Wien und Petersburg und die Führung des Votums für das Herzogtum Braunschweig am Reichstag in Regensburg so gewissenhaft erledigt hatte.[9]
- Eberhard von Kniestedt (Württ.), (1725–1795), Ritter des großen Jagdordens, Ritterhauptmann der schwäbischen Ritterschaft, württembergischer Staatsminister und Kammerpräsident, ihm wurde posthum die Stuttgarter Bürgerkrone verliehen
- Christine Sophia Luise von Kniestedt (* 1737 oder 1739), Äbtissin des freien adeligen Stifts Steterburg
- Thedel Bodo von Kniestedt (1697–1775), General in den Diensten des Herzogs von Braunschweig
- Georg Heinrich Gottschalk von Kniestedt (1734–1808), Verfasser der Familiengeschichte über den Stammsitz Kniestedt von 1792, von 1771–1808 Deputierter der Hildesheimischen Ritterschaft, Erbauer des Herrenhauses in Burgdorf
- Friedrich Julius von Kniestedt (1765–1825), letzter des Kniestedter Zweiges, Canton Maire (Bürgermeister) im Königreich Westphalen, Tribunalrichter in Wolfenbüttel, heiratete im April 1800 Luise Charlotte von Bülow (1779–1853) aus dem Hause Rhode
- Karl Ludwig Christoph von Kniestedt (Württ.) († 1815), Geheimer Rat in Baden, Stifter der Armenkasse in Kleinbottwar

## Wappen

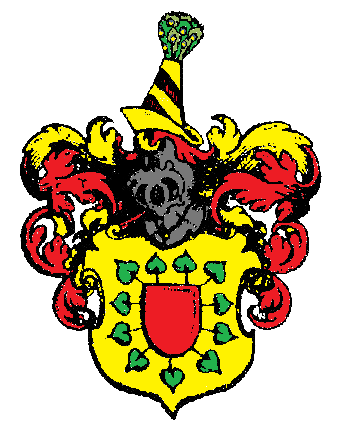
Wappen derer von Kniestedt

Das Stammwappen zeigt in Gold ein rotes Herzschild das umlaufend mit grünen Klee- oder Lindenblättern besteckt ist. Auf dem Helm, mit rot-goldenen Decken, ein gestulpter spitzer silberner Hut der schräg mit einem roten Band umwunden ist, dessen Spitze ist gekrönt und mit einem Pfauenspiegel besteckt.